# Luc-en-Diois
Luc-en-Diois (Latin: Lucus Augusti hoặc Lucus) là một commune in the tỉnh Drôme trong vùng Rhône-Alpes đông nam nước Pháp. Xã Luc-en-Diois nằm ở khu vực có độ cao trung bình 581 mét trên mực nước biển. The city is situated on the Drôme River.